# Copán Ruinas
Copán Ruinas est une municipalité du Honduras, située dans le département de Copán.
Fondée en 1893, la municipalité comprend 12 villages et 95 hameaux.

## Historique
La fondation de Copán Ruinas est liée à la proximité du site archéologique de Copán, ancienne ville maya, inscrit sur la liste du patrimoine mondial et culturel de l'humanité de l'UNESCO en 1980, qui lui a donné son nom.
La municipalité de Copán Ruinas a été créée le 1er janvier 1893 pendant l'administration présidentielle du général Ponciano Leiva Madrid, son premier maire étant Indalecio Guerra.

## Crédit d'auteurs
- (en) Cet article est partiellement ou en totalité issu de l’article de Wikipédia en anglais intitulé « Copán Ruinas » (voir la liste des auteurs).